# くじら座
くじら座（くじらざ、ラテン語: Cetus）は、現代の88星座の1つで、プトレマイオスの48星座の1つ。日本語名は「くじら座」だが、モチーフとされたのは神話・伝承上の海の怪物「ケートス」であり、海棲哺乳類のクジラとは全く関係がない。うみへび座・おとめ座・おおぐま座に次いで全天で4番目に大きな領域を持つ。ο星ミラは、明るさが大きく変動する変光星として特によく知られている。

## 特徴

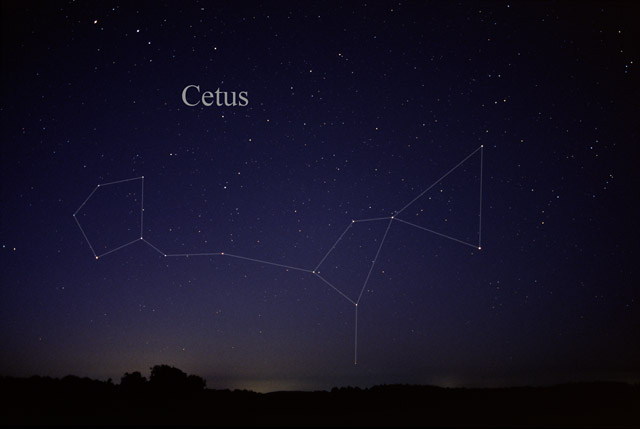
くじら座の全景。

東をエリダヌス座、北東をおうし座、北をおひつじ座、北西をうお座、西をみずがめ座、南西をちょうこくしつ座、南東をろ座に囲まれている。20時正中は12月中旬頃、北半球では秋の星座とされ、初夏から晩冬にかけて観望することができる。面積1231.411平方度と、うみへび座・おとめ座・おおぐま座に次いで全天で4番目に大きな領域を持つ。
天の赤道を跨ぐように位置しているため、人類が居住しているほぼ全ての地域から星座の全域を観望することができる。2002年8月から2004年1月にかけて行われた「すばる/XMM-ニュートン・ディープサーベイ」では、北半球と南半球のどちらでも観測が可能なこと、天の川銀河の銀河面から遠いため星間減光や galactic cirrus として知られる赤外線を放射する構造が少ないことなどの理由から、くじら座の赤経2h18m・赤緯-5°00′を中心とする領域が観測対象領域として選定された。

また、くじら座は黄道に近い位置にあるため、月や惑星、小惑星などの太陽系内の天体が領域を通過することがある。小惑星番号3の小惑星ジュノー（Juno）は、1804年9月1日にカール・ハーディングが発見した当時くじら座の領域に位置していた。

## 由来と歴史

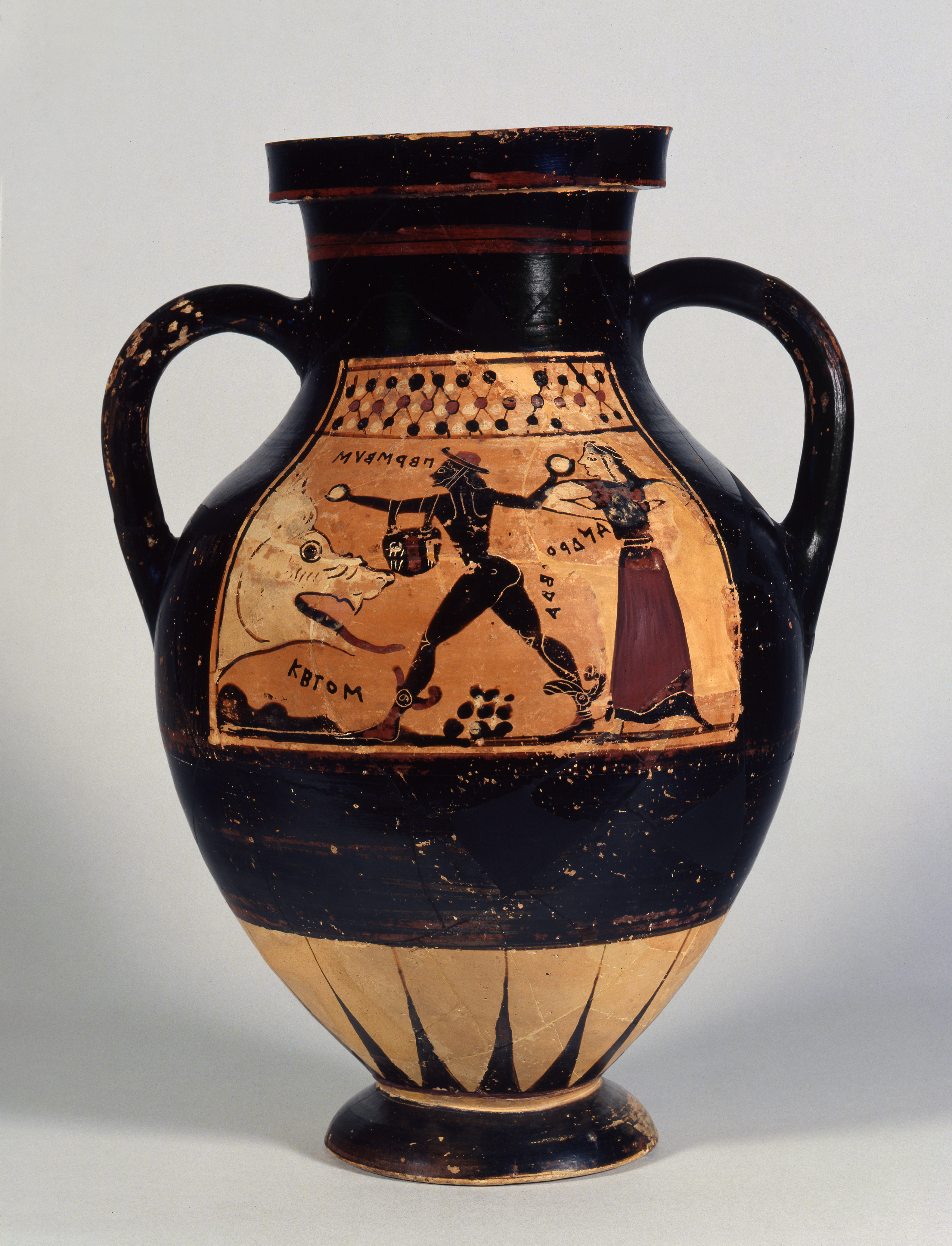
ベルリン博物館島旧博物館収蔵の、紀元前575-550年頃の作とされるコリント式アンフォラ。ペルセウスによるアンドロメダーの解放を描いた最古の例とされる。後の時代の物語と異なり、ペルセウスは両手に持った石をケートスに投げつける姿で、またアンドロメダーはペルセウスに助力する姿で描かれている。

この星座の発祥の地については、ギリシア、バビロニア、またはエジプトにそのルーツを求める説が出されているが、定かではない。このうち、バビロニアに起源を求める説は単なる推測に過ぎないとされている。19世紀末アメリカの博識家リチャード・ヒンクリー・アレンの『Star Names: Their Lore and Meaning』や日本の天文普及家原恵の『星座の神話』では、メソポタミア神話に登場する原初の海の女神ティアマトに起源を求める説が紹介されているが、いずれも根拠が示されていない。ギリシャ発祥説では、アンドロメダ座・カシオペヤ座・ケフェウス座・くじら座の4つの星座は、紀元前5世紀終わりから紀元前4世紀初め頃には既にペルセウス座と関連付けて命名されていたと主張している。エジプト発祥説では、古代エジプトで黄道星座の1つとされていたワニの星座にくじら座の起源を求めている。少なくとも、紀元前4世紀の古代ギリシアの天文学者クニドスのエウドクソスの著書『パイノメナ (古希: Φαινόμενα)』に記された星座のリストに古代ギリシア語で「海の怪物」や「巨大な魚」という意味の κῆτος (ketos, ケートス) という名称で載っていたとされる。このエウドクソスの著述を元に詩作されたとされる、紀元前3世紀前半のマケドニアの詩人アラートスの詩篇『パイノメナ (古希: Φαινόμενα)』でも κῆτος という名称で登場しており、遠くからアンドロメダーを脅かしているとされた。

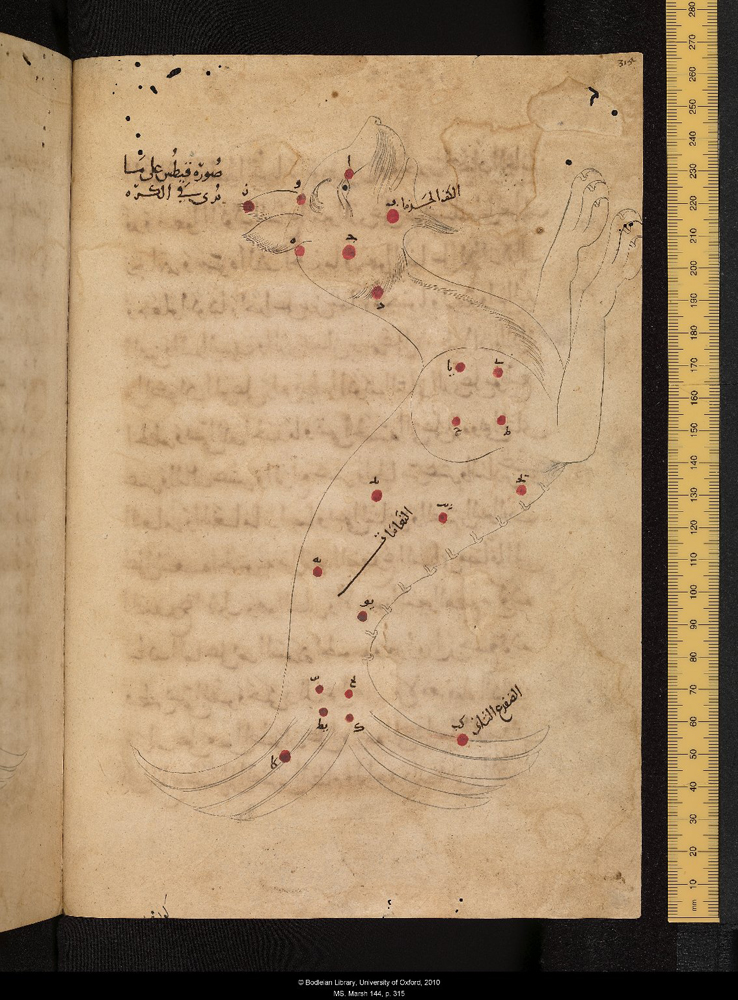
アッ=スーフィーの『星座の書』に描かれたくじら座。半獣半魚の怪物として描かれている。

紀元前3世紀後半の天文学者エラトステネースの天文書『カタステリスモイ (古希: Καταστερισμοί)』や1世紀初頭の古代ローマの著作家ガイウス・ユリウス・ヒュギーヌスの『天文詩 (羅: De Astronomica)』では13個の星が属するとされ、帝政ローマ期2世紀頃のクラウディオス・プトレマイオスの天文書『ヘー・メガレー・スュンタクスィス・テース・アストロノミアース (古希: ἡ Μεγάλη Σύνταξις τῆς Ἀστρονομίας)』、いわゆる『アルマゲスト』では、22個の星が属するとされた。10世紀のペルシアの天文学者アブドゥッラハマーン・スーフィー（アッ＝スーフィー）が『アルマゲスト』の第7、8巻を元として964年頃に著した天文書『星座の書』でも『アルマゲスト』と同じく22個が属するとされた。『星座の書』では、陸上生物のような前脚ととぐろを巻く尾を持つ半獣半魚の怪物の姿が描かれていた。
ラテン語の cetus がクジラを意味するため、英語でも whale と説明されることがあるが、元のギリシア語の名称である κῆτος は大型の水生生物や海の怪物を指す言葉であり、クジラとは異なる。実際、ルネサンス期以降の西洋の星図では、ほとんどクジラとは似つかない怪物として描かれていた。ドイツの法律家ヨハン・バイエルは、1603年に刊行した星図『ウラノメトリア』の中で CETVS というラテン語の星座名を記すとともに、Draco Leo vrſus marinus や Monſtrum marinum などの別称も紹介しており、星図ではその紹介どおりドラゴンを思わせる爬虫類のような姿の怪物を描いている。バイエルは『ウラノメトリア』の中でくじら座の星に対して α から ψ までのギリシャ文字23個を用いて27個の星に符号を付した。バイエル以降の星図製作者たち、ヨハネス・ヘヴェリウスやジョン・フラムスティード、ヨハン・ボーデらも、実在のクジラとはかけ離れた姿の Cetus を描いている。
1922年5月にローマで開催された国際天文学連合 (IAU) の設立総会で現行の88星座が定められた際にそのうちの1つとして選定され、星座名は Cetus、略称は Cet と正式に定められた。
ルネサンス期以降の西洋の星図に描かれた Cetus（くじら座）の星座絵
- ゲラルドゥス・メルカトルが1551年に製作した天球儀に描かれた Cetus。頭部は獣、体は魚の姿をしている。
- ヨハン・バイエル『ウラノメトリア』(1603) に描かれた Cetus。爬虫類のような姿で描かれている。
- ヨハネス・ヘヴェリウス『Uranographia』(1690) に描かれた Cetus。前脚ととぐろを巻く尾を持つ半獣半魚の怪物として描かれている。
- イギリスの天文学者ジョン・フラムスティードの『天球図譜 (Atlas Coelestis)』(1729) に描かれた Cetus。前脚ととぐろを巻く尾を持つ半獣半魚の怪物として描かれている。
- ヨハン・ボーデ『ウラノグラフィア』(1801) に描かれた Cetus。前脚ととぐろを巻く尾を持つ半獣半魚の怪物として描かれている。

### 中国
ドイツ人宣教師イグナーツ・ケーグラー（戴進賢）らが編纂し、清朝乾隆帝治世の1752年に完成・奏進された星表『欽定儀象考成』では、くじら座の星々は、二十八宿の北方玄武七宿の第六宿「室宿」・第七宿「壁宿」、および西方白虎七宿の第一宿「奎宿」・第二宿「婁宿」・第三宿「胃宿」、第四宿「昴宿」に配されていた。室宿では、6・2・1・3・9・7 の6星が、春の己巳・丁丑、夏の甲申・壬辰、秋の己亥・丁未、冬の甲寅・壬戌の総称を表す星官「八魁」に配された。壁宿では、48・υ・56 と不明の2星の5星が、腰斬刑で使われる刑具を表す星官「鈇鑕」に配された。奎宿では、21・φ3・18・φ1の4星が、豚小屋を兼ねた便所を表す星官「天溷」に、β が単独で水利土木を司る官職を表す星官「土司空」に、それぞれ配された。婁宿では、ι・η・θ・ζ・tau・57 の6星が、穀倉を表す星官「天倉」に、不明の3星が刈り入れた後の稲束を表す星官「天庾」に、それぞれ配された。胃宿では、α・97・λ・μ・ξ1・ξ2・ν・γ・δ・75・70・63・66 の13星が、丸い形の穀倉を表す星官「天囷」に配された。昴宿では、ρ・77・67・71・HD 14691・ε の6星が、飼い葉やまぐさを表す星官「蒭藁」に、π がエリダヌス座の15星とともに天の牧場を表す星官「天苑」に配された。

## 神話

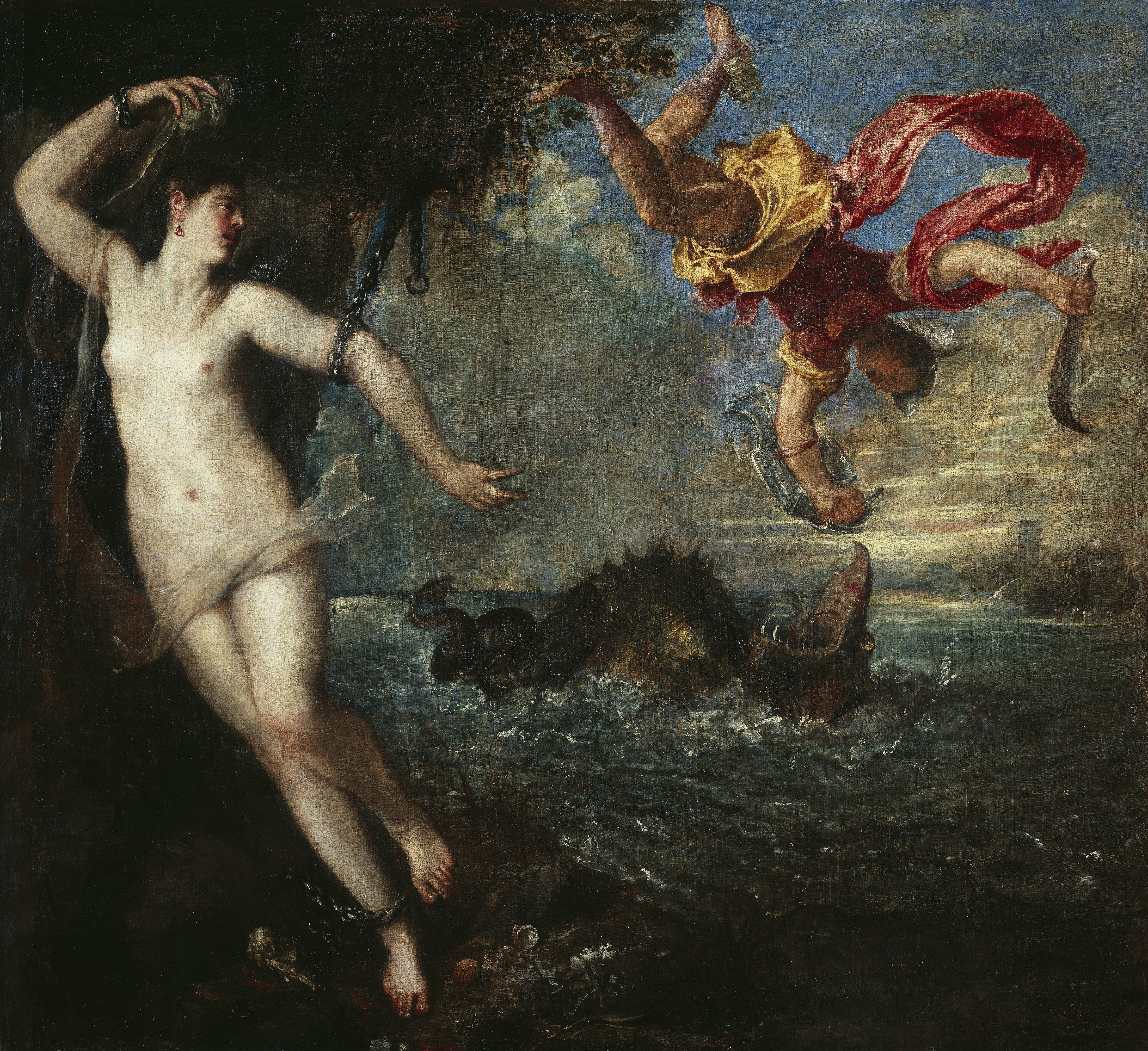
ロンドンのウォレス・コレクション所蔵のティツィアーノ・ヴェチェッリオ作『ペルセウスとアンドロメダ (Perseo e Andromeda)』(1554-1556) 。中央にケートスが描かれている。

くじら座のモチーフとされたケートスは、エチオピア王ケーペウスと王妃カッシオペイアの娘アンドロメダーの受難の物語に登場する海の怪物として知られる。ただし、星座にまつわる伝承を伝えるエラトステネースの『カタステリスモイ』、ヒュギーヌス『天文詩』のいずれも、くじら座の節では「海の怪物ケートスは、ポセイドーンがアンドロメダーを襲わせるために送り込んだが、ペルセウスに倒され、その巨大さと英雄の勇気を称えるため星座となった」と伝えるのみである。

ペルセウスがケートスを退治した方法について、『カタステリスモイ』や『天文詩』、1-2世紀頃に書かれたとされる伝アポロドーロスの『ビブリオテーケー』では「ペルセウスによって殺された」と書かれるのみである。帝政ローマ最初期の詩人オウィディウスの『変身物語』には、ペルセウスがケートスに近接戦闘を挑んだ姿がつぶさに記されており、最後はハルパーでケートスを斬り殺したとされている。一方、これらの伝承よりもはるかに古い紀元前6世紀頃の伝承では、ペルセウスはケートスに石を投げつけて倒したとされている。

## 呼称と方言
ラテン語の学名 Cetus に対応する日本語の学術用語としての星座名は「くじら」と定められている。現代の中国では鲸鱼座（鯨魚座）と呼ばれている。
明治初期の1874年（明治7年）に文部省より出版された関藤成緒の天文書『星学捷径』では、「セチュス」という読みと「鯨魚」という名が紹介された。また、1879年（明治12年）にノーマン・ロッキャーの著書『Elements of Astronomy』を訳して刊行された『洛氏天文学』上巻ではラテン語の「セチュス」と英語の「ホウェール」が紹介され、下巻では「天鯨宿」として解説された。これらからそれから30年ほど時代を下った明治後期には「鯨」という呼称が使われていたことが日本天文学会の会報『天文月報』の第1巻6号掲載の「九月の天」と題した記事中の星図で確認できる。この「鯨」という訳名は、東京天文台の編集により1925年（大正14年）に初版が刊行された『理科年表』にも「鯨（くぢら）」として引き継がれた。戦中の1944年（昭和19年）に天文学用語が見直しされた際も「鯨（くぢら）」が継続して使われることとなり、戦後の1952年（昭和27年）7月に日本天文学会が「星座名はひらがなまたはカタカナで表記する」とした際に平仮名で「くじら」と定められた。以降、この呼称が継続して用いられている。

### 方言
日本国内では、くじら座の星の地方名として採集されたものはない。

## 主な天体

### 恒星

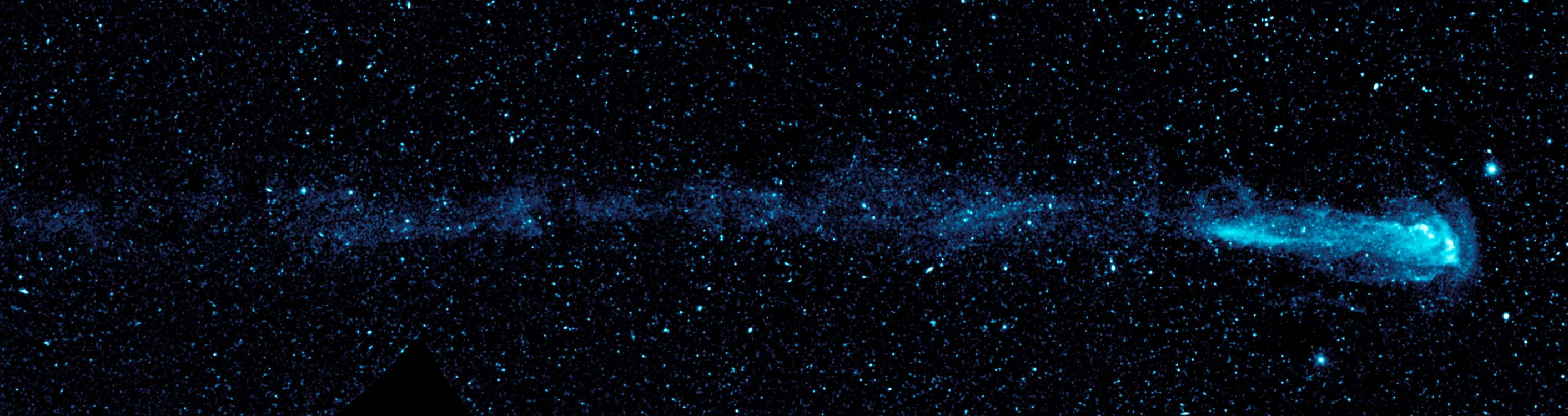
NASAの紫外線宇宙望遠鏡GALEXによる2006年の観測データから撮像されたミラ（画像右側）。可視光では観測できない長く伸びる尾が確認できる。

2024年9月現在、国際天文学連合 (IAU) によって8個の恒星に固有名が認証されている。
α星
太陽系から約249 光年の距離にある、見かけの明るさ2.53 等、スペクトル型 M1.5IIIa の赤色巨星で、3等星。2.45 等から2.54 等の範囲で変光する LB 型の長周期変光星の候補天体とされる。アラビア語で「鼻の穴」を意味する言葉に由来する「メンカル(Menkar)」という固有名が認証されている。
β星
太陽系から約96.3 光年の距離にある、見かけの明るさ2.01 等、スペクトル型 G9.5IIICH-1 の黄色巨星で、2等星。くじら座で最も明るい恒星で唯一の2等星。アラビア語で「2匹目のカエル」を意味する言葉に由来する「ディフダ(Diphda)」という固有名が認証されている。くじら座の尾の部分にあることから「デネブ・カイトス (Deneb Kaitos)」という固有名も知られていた。
γ星
太陽系から約74.8 光年の距離にある、三重連星系。見かけの明るさ3.54 等でスペクトル型 A2Vn のA星と6.12 等で F4V のB星のペアの外に、10.16 等で K5V のC星があると考えられている。A星には「カファルジドマ(Kaffaljidhma)」という固有名が認証されている。
ζ星
太陽系から約253 光年の距離にある、見かけの明るさ3.72 等、スペクトル型 K0.5III の橙色巨星で、4等星。主星のA星から3′ほど離れて見える10.15 等のB星は見かけの二重星だが、A星自体が分光連星で、AaとAbの2つの恒星が1652日の周期で互いの共通重心を周回していると考えられている。Aa星には、アラビア語で「海の怪物の腹」を意味する言葉に由来する「バテンカイトス(Baten Kaitos)」という固有名が認証されている。
ο星
太陽系から300-420 光年の距離にある連星系。A星系の近くに見えるB・C・D星はいずれも見かけの二重星だが、A星自体が連星系を成しており、赤色巨星の主星Aaと白色矮星の伴星Abが、離心率0.80±0.16の細長い公転軌道を約500 年の公転周期で公転している。Aa星は「ミラ(Mira)」という固有名で知られる脈動変光星で、「ミラ型変光星」のプロトタイプとされており、331.96 日の変光周期で2.0 等から10.1 等の範囲で光度を変化させる。この固有名は、17世紀ポーランド生まれの天文学者ヨハネス・ヘヴェリウスが、1662年に刊行した論文集『Mercurius in Sole visus Gedani, anno christiano MDCLXI, d. III Maii, St. n.』に掲載したこの星に関する論文のタイトル『Historiola mirae stellae（驚くべき星の小史）』にちなんでいる。
恒星進化の段階では、中小質量星が主系列を離れた後に到達する漸近巨星分枝 (Asymptotic Giant Branch, AGB) の段階にあると考えられている。2006年11月から12月にかけてのアメリカ航空宇宙局 (NASA) の紫外線宇宙望遠鏡GALEXによる観測で、ミラの進行方向の反対側に伸びる尾が発見された。この13 光年に及ぶ長さを持つ尾は、ミラからの恒星風と星間ガスの相互作用で生じたバウショックの先端から剥がれた物質で構成されており、数万年かけて形成されたと考えられている。
HD 224693
太陽系から約308 光年の距離にある、見かけの明るさ8.22 等、スペクトル型 G2V のG型主系列星で、8等星。IAUの100周年記念行事「IAU100 NameExoWorlds」でメキシコ合衆国に命名権が与えられ、主星は Axólotl、太陽系外惑星はXólotlと命名された。
BD-17°63
太陽系から約113 光年の距離にある、見かけの明るさ9.720 等、スペクトル型 K4Vk のK型主系列星で、10等星。IAUの100周年記念行事「IAU100 NameExoWorlds」でキューバ共和国に命名権が与えられ、主星は Felixvarela、太陽系外惑星はFinlayと命名された。
WASP-71
太陽系から約1158 光年の距離にある、見かけの明るさ10.56 等、スペクトル型 G2 のG型星で、11等星。IAUの100周年記念行事「IAU100 NameExoWorlds」でタンザニア連合共和国に命名権が与えられ、主星は Mpingo、太陽系外惑星はTanzaniteと命名された。
このほか、以下の天体が知られている。
τ星
太陽系から約11.9 光年の距離にある、見かけの明るさ3.50 等、スペクトル型 G8V のG型主系列星で、4等星。エリダヌス座ε星とともに、1960年4月から7月にかけてフランク・ドレイクらが実施した史上初の地球外知的生命体探査「オズマ計画」の対象天体とされた。2012年から2019年にかけて8つの太陽系外惑星の発見が報告され、そのうち4つは存在が確実視されている。
ZZ星
太陽系から約104 光年の距離にある、スペクトル型 DA4.0 の白色矮星。1970年にBarry M. Lasker と James E. Hesser によって周期的に変光していることが発見された。変光星としては脈動変光星の一種「くじら座ZZ型変光星」のプロトタイプとされており、分光スペクトル中に水素の吸収線だけが見られる ZZA 型に分類されている。極大時の光度は14.13 等で、約213.1秒と約274.3秒の2つの周期で0.03 等の振幅で明るさを変化させている。
ルイテン726-8
太陽系から約8.72 光年の距離にある連星系。スペクトル型 M5.5V のA星と M6V のB星が、約26.52 年の公転周期で互いの共通重心を公転している。変光星としては「くじら座UV星 (UV Ceti)」と呼ばれるB星は、「閃光星」や「フレア星」とも呼ばれる「くじら座UV型変光星」のプロトタイプとされており、通常は12.95 等だが、大規模な恒星フレアが生じると最大6.8 等まで明るくなる。

### 星団・星雲・銀河
18世紀フランスの天文学者シャルル・メシエが編纂した『メシエカタログ』に挙げられた天体が1つ位置している。また、パトリック・ムーアがアマチュア天文家の観測対象に相応しい星団・星雲・銀河を選んだ「コールドウェルカタログ」に3つの天体が選ばれている。
M77
天の川銀河から約4800万 光年の距離にある渦巻銀河。1780年10月29日に、フランスの天文学者ピエール・メシャンが発見した。δ星の東南東約0.7°の位置に見える。2型のセイファート銀河で、セイファート銀河の中では天の川銀河に最も近く、また最も明るく見えるものの1つとされ、電波源としても知られる。中心部には太陽の約1500万倍の質量を持つ超大質量ブラックホールが存在していると考えられている。
IC 1613
天の川銀河と同じく局所銀河群に属する不規則銀河。コールドウェルカタログの51番に選ばれている。1906年にドイツの天文学者マックス・ヴォルフが発見した。早くから局所銀河群の一員と認識されていた銀河の1つ。星団が非常に少なく、また背景にある銀河を見ることができるほど星間塵が非常に少ない銀河であり、その理由は未だ謎とされている。2024年の研究では、天の川銀河から約235万 光年の距離にあるとされる。
NGC 246
太陽系から約1800 光年の距離にある惑星状星雲。コールドウェルカタログの56番に選ばれている。星雲の東側が欠けた三日月状の形に見え、欠けた部分には3つの星がはっきり見えることから、一部の天文家から「どくろ星雲(英: Skull Nebula)」や Pac-Man Nebulaなどの通称で呼ばれている。
NGC 247
天の川銀河から約1070万 光年の距離にある低表面輝度銀河。コールドウェルカタログの62番に選ばれている。局所銀河群に最も近いグループの1つ「ちょうこくしつ座銀河群 (英: Sculptor Group)」の一員とされる。銀河の形態分類では中間渦巻銀河とされる。銀河円盤の北側に見える空洞を針穴に喩えた Needle's Eye galaxy、紡錘形に見える姿をトウワタの種子に喩えた Milkweed Seed galaxyなどの通称がある。NGC 247の北東に一列に並んで見える5つの銀河は、1963年にこれらの銀河を発見したマーガレットとジェフリーのバービッジ夫妻の名前から Burbidge's Chane と呼ばれる。
NGC 1055
天の川銀河から約6600万 光年の距離にある渦巻銀河。天の川銀河より15％ほど大きな直径を持つ大きな銀河で、中心のバルジと円盤の上下に広がる箱状のハローにはかすかながら微細な構造が見られる。
- ハッブル宇宙望遠鏡のアーカイブデータからこれまで公開されたことのない魅力的な画像を発掘するコンテスト「Hubble Hidden Treasures」で第2位を獲得した、渦巻銀河M77の画像[91]。
- チリのセロ・パラナル山にあるヨーロッパ南天天文台 (ESO) パラナル天文台の2.6 m口径 VLT Survey Telescope で撮影された矮小不規則銀河IC 1613。
- チリのセロパチョン山頂にあるアメリカ国立光学赤外線天文学研究所の口径8.1 m ジェミニ南望遠鏡で撮影された惑星状星雲NGC 246。その外見から「どくろ星雲 (Skull Nebula)」の通称で知られる。
- チリのESOラ・シヤ天文台に設置されたMPG/ESO2.2メートル望遠鏡の広視野イメージャーで撮像された渦巻銀河NGC 247。この画像では右が北となっている。
- チリのセロ・トロロ汎米天文台に設置されたブランコ4m望遠鏡とアメリカのキットピーク国立天文台にあるメイオール4m望遠鏡を用いた掃天観測 DESI Legacy Imaging Surveys で撮影された Burbidge's Chane。これらの銀河までの距離は約3億光年と見積もられている[100]。
- ESOパラナル天文台の超大型望遠鏡VLTで撮像された渦巻銀河NGC 1055。

## 流星群
くじら座の名前を冠した流星群で、IAUの流星データセンター (IAU Meteor Data Center) が「確定された流星群 (Established meteor showers)」としているものは、くじら座ω北昼間流星群 (Northern Daytime omega Cetids, NOC)、くじら座ω南昼間流星群 (Southern Daytime omega Cetids, OCE) の2つである。いずれも5月6日頃の日中に極大を迎える。